# リラクゼーション癒香 〜身も心も癒されて〜
『リラクゼーション癒香 〜身も心も癒されて〜』（リラクゼーションゆか みもこころもいやされて）は、2014年10月30日にHERENCIAからダウンロード販売で発売されたアダルトゲーム。
2015年5月1日には第2弾『リラクゼーション癒香・艶 〜人妻セラピストによる洗体〜』（リラクゼーションゆか・つや ひとづまセラピストによるせんたい）がダウンロード販売で発売され、同年10月30日には両作品をセットにしたパッケージ版『リラクゼーション癒香 〜ユカとアヤ､人妻セラピスト達による癒しのマッサージ＆洗体〜』が発売された。また、同年12月25日には第3弾『リラクゼーション癒香・陽 〜人妻セラピスト達による癒しの時間〜』（リラクゼーションゆか・よう ひとづまセラピストたちによるいやしのじかん）が、2016年1月29日には第4弾『リラクゼーション癒香・双 〜人妻セラピストの贅沢Wコース〜』（リラクゼーションゆか・そう ひとづまセラピストのぜいたくダブルコース）がそれぞれダウンロード発売され、同年に両作品をセットにしたパッケージ版『リラクゼーション癒香W』が発売された。
2016年9月30日にスピンオフ第1弾として『リラクゼーション癒香・M 〜マッサージからマゾへの快楽調教　サキ女王様編〜』が、2018年6月29日にスピンオフ第2弾として『リラクゼーション優美 〜貴方だけの秘密の癒し〜』がそれぞれ発売され、2018年9月28日にはスピンオフ第3弾として『ひとつまみ 〜リラクゼーションシリーズ〜』が発売された。
2018年8月31日にはスピンオフ以前の全4作を収録した『リラクゼーション癒香・雅』が発売された。

## あらすじ
リラクゼーション癒香 〜身も心も癒されて〜
給料日に同僚と呑んだ主人公・長谷川和也は、家路に向かう途中にふとマッサージ店『リラクゼーション癒香』を発見し、ほろ酔い気分で上機嫌だったのもあり、人生初のマッサージ店を訪れた。そして女店主であるユカと出会い、その心地よいマッサージと、性的なサービスもやっている事を気に入り、常連客となってしまうのであった。
リラクゼーション癒香・艶 〜人妻セラピストによる洗体〜
リラクゼーション癒香の常連客になって月日が経ち、ユカが私用で1か月間店を休むことになり、彼女の友人のアヤが店長代理としてやってきた。ユカがアヤを推薦したこともあって和也はアヤのマッサージを受けることになり、ますますマッサージにハマっていくのであった。
リラクゼーション癒香・陽 〜人妻セラピスト達による癒しの時間〜
アヤが正式にリラクゼーション癒香のスタッフになり月日が経ったある日、ユカから新人スタッフのサキを紹介され、ユカ達に信頼されている和也はサキの研修対象として専任のマッサージを受けることとなる。また、今までスタッフの一人のカナのマッサージを受けたことはなかったが、偶然にもマッサージを受ける機会を得、以後も時間が合ったらカナのマッサージを受けるのであった。
リラクゼーション癒香・双 〜人妻セラピストの贅沢Wコース〜
サキが癒香で働いて月日が経ったある日、連休前の金曜日に大半の人間にとって給料日が重なっていたので、忙しくなるとユカは全員を出勤させていたが、丁度行楽シーズンなのもあり当ては外れて癒香には客が訪れずユカ達は暇であった。そんな時に和也が訪れ、ユカ達は日頃から贔屓にしてくれている和也への感謝の気持ちを込めて二人で行う「Wコース」を提案した。
リラクゼーション癒香・M 〜マッサージからマゾへの快楽調教　サキ女王様編〜
　癒香に通い続けて月日が経ったある日、サキのマッサージを受けていた和也はふとした事がきっかけでサキの興味を引き、サキから掛け持ちで働いているSMクラブ「フェスドム」を紹介され、興味本位で店を訪れた和也はSM女王・サキの調教を受けるにつれマゾとしての才能を開花させるのであった。
※物語はifストーリーとして描かれ、本編とは違う時系軸で展開している。
リラクゼーション優美 ～貴方だけの秘密の癒し～
2か月の長期出張で遠地を訪れた和也は、しばらく癒香に来れない寂しさと、多忙で疲れた身体を癒したいとマッサージ店を検索し、ワンルーム型のリラクゼーション店「優美」の存在を知り来店、そこで一人で店を経営している女性、ミホと出会い、彼女の献身的なマッサージを気に入ってその後も通うようになり、やがて懇意になったユミはマッサージ以外のサービスをするのだった。
ひとつまみ
入社して3か月の新社員の鈴木慎治は、焦りからミスを犯すも先輩社員の和也と亮に助けられる。落ち込む慎治に亮から気分転換に風俗に誘われ、風俗経験が無い事から人妻専門のデリヘルサービス「エレンシア」を紹介される。亮はそこで新島いずみと如月響子と出会い、デリヘルサービスにハマった慎治は彼女達と交流を重ねるのだった。

## 店舗
リラクゼーション癒香
本編の舞台となるマッサージ店で、賃貸ビルの5階の一室で夜間営業している。経営者はユカで、スタッフはユカを入れて計4人。正確にはリラクゼーションを取り入れた回春マッサージ店で、コースは30分から2時間の4コースがあり、種類は指圧とオイルが主で、「艶」で洗体マッサージ、「陽」でビニールマットを用いた密着洗体を追加した。二人で行うWコースはスタッフが４人しかいない癒香では客が回らないため行っていない。
フェスドゥム
「M」に登場。サキが籍を置いているSMクラブ。派遣式であり、店に電話予約をして、キャストと待ち合わせしてから、店と契約しているラブホテル内のSMルームでプレイするシステム。価格は癒香の3倍。
リラクゼーション優美
「優美」に登場。出張先の遠地の、駅前の5階建てマンションの303号室を店舗に改装して個人経営しているマッサージ店。スタッフはミホ1人で、指圧とオイルを用いたマッサージを提供する。電話予約式で、30分と1時間の2コース。基本的に一般人向けのマッサージ店で、風俗的なサービスは行っていない。
人妻デリヘル「エレンシア」
「ひとつまみ」に登場。キャスト全員人妻を売りにしている派遣式のデリヘル店。店に電話予約をして、キャストと待ち合わせをしてから、店と契約しているラブホテルでプレイをする。

## 登場人物
長谷川 和也（はせがわ かずや）
主人公。20代のサラリーマンで、とある日の給料日に仕事仲間と呑んでいた帰りがけに『リラクゼーション癒香』を発見し来店、人生初めてのマッサージと、性的なサービスを気に入り、以後は毎週金曜日に来店する事になる。
学生時代は運動をしていたため体格が良い上にあまり贅肉が付いてなく、また元々生真面目な性格で、癒香以外の風俗やマッサージ店に行く気はなく、マッサージをしている間はちょっかいをかけようとはしないため、ユカ達から好感をもたれている。また、ユカにアナル開発をされている。
ifストーリーである「M」ではサキにマゾとしての才能を見出され、興味本位で彼女が働いているSMクラブ「フェスドム」に通い続けるにつれサキを「女王様」として敬い、マゾとして成長する姿が描かれている。
「ひとつまみ」では一年経過した話で、今でもリラクゼーション癒香に通っている旨が語られている。
ユカ
声：奥川久美子
『リラクゼーション癒香』の店長である30代の人妻。リラクゼーション癒香を開業した初日の第一号のお客に和也が来店して以降、主に和也担当のマッサージ師になる。おっとりとした母性のある性格で、和也と会話を重ねる内にお互い好意を抱く事になる。ネグリジェ姿で施術する。主に指圧を得意とする。また、和也に前立腺マッサージをする際にはじめて和也のアナルに指を入れた相手でもある。
アヤ
30代の人妻で癒香のスタッフ。「艶」から登場。ユカの友人で、彼女自身もマッサージ師として店を持っていた事があり、ユカが私用で一ヵ月間店を空ける間、店長代理として雇われ、ユカが戻ってきた後もスタッフとして働く事となる。
サバサバした性格で誰とでも打ち解け、どんな客にも対応ができ、ユカから和也の事を聞いていたため興味を持っており、彼女も和也に好意を抱く事になる。黒のチャイナドレス姿で施術する。マッサージの知識は豊富で多種多様なマッサージをし、癒香に洗体マッサージを導入した際もはじめの内は専門として担当した。
カナ
30代の人妻で癒香のスタッフ。マッサージ歴3年で、癒香の開業の頃から働いているが、主に早い時間帯での出勤で和也とはタイミングがズレていたため、それまで声はすれども姿を見た事がなかったが、「陽」ではじめて姿を見る事となる。
巨乳で豊満な肢体の持ち主で、胸元を強調したボディコン風の姿で施術する。マッサージも体重をかけた力強い指圧で、気さくな性格なのもあり客からの人気が高く、また風俗で働いていた過去があり、男の扱いが上手い。運良く彼女にマッサージをしてもらう機会が訪れたため彼女にマッサージをしてもらい、それ以来は彼女が時間帯を合わせているためか、会う機会が多くなった。
サキ
30歳の人妻で癒香のスタッフ。「陽」の序盤で働きはじめた新人で、和也なら信頼できるとユカとアヤの判断でモニターを引き受ける事になった。小柄でスレンダーな身体つきをしており、黒のキャミソールワンピース姿で施術する。
マッサージ系で働くのははじめてで、はじめの内は慣れないマッサージに苦戦していたが、ユカ・アヤ・カナの指導もあり、体重をかけたり肘を用いたマッサージをするなどで工夫をし、徐々に腕を上げていった。また男を悦ばせるツボを心得ており、様々な性技で和也を翻弄させる。
「M」ではヒロインを担当する。
ミホ
声：榊原ゆい
スピンオフ作品「リラクゼーション優美 ～貴方だけの秘密の癒し～」に登場。ワンルームマンションの一室を借りて「リラクゼーション優美」を1人で経営している女性。30歳の人妻で、アロマとオイルを用いた献身的なマッサージをする。スリットの深いチャイナドレス風の看護師姿で施術する。長期出張で遠地に訪れた和也が訪れ、その後も週に一回訪れて懇意になり、やがてマッサージ以外のサービスをするようになる。
鈴木 慎治
「ひとつまみ」に登場。和也と亮の後輩社員で、慣れない仕事に落ち込んでいた所を亮の紹介でデリヘルサービス「エレンシア」を紹介される。特に趣味は無く、休日は一日中テレビを観るだけで風俗にも興味が無かったが、いずみや響子との交流を重ねる内に彼女達に魅かれて毎週利用するようになる。
新島 いずみ
声：長原杏子
「ひとつまみ」に登場。デリヘルサービス「エレンシア」のキャスト。人妻で34歳。専業主婦。美人な上に巨乳で、献身的なサービスからリピーターが多い。
如月 響子
声：葵時緒
「ひとつまみ」に登場。デリヘルサービス「エレンシア」のキャスト。人妻で30歳。とある企業のキャリアウーマンで、性欲発散も兼ねて副業で働いている。大抵は仕事が終わってからそのまま入るためスーツ姿であり、誰とでも打ち解ける性格と、性知識か豊富で多種多様なマッサージをするためリピーターが多い。
川崎 亮
和也の勤務している会社の同僚。仕事帰りに和也とよく呑みに行き、また風俗通であり色々な風俗の話をする。マッサージ系の店にはハマっていた時期があったが、当たり外れの多かった事から現在は興味がなく、癒香の存在を知らない。それまで名称が「同僚」だったが、のちに「ひとつまみ」にて名前が判明する。
課長
書籍版のみ登場。部下の手柄を横取りするなどで和也をはじめとする部下達に嫌われている。無論和也とはウマが合わず、取引先のミスを和也になすりつけていたが、和也の努力を高く評価していた上層部により和也は待遇の良い部署へ異動となり、地位的にも課長より上になった事もあり課長と縁切りする事ができた。

## スタッフ
- 原画 - ぶぶづけ、ジェントル佐々木(リラクゼーション優美)、八葉香南／ぶぶづけ(ひとつまみ)
- シナリオ -  亮精類

## 書籍
2018年2月15日にオトナ文庫より『リラクゼーション癒香 〜魅惑のセラピストたちによる癒しのマッサージ&洗体、そして貴方にだけ特別なコトを〜 (オトナ文庫 103)』が発売された。ISBN 978-4-8015-1603-8
著者は黒瀧糸由、挿絵はぶぶづけ。原作ゲーム版にストーリーが若干加筆されている。